# 2023年の道路
2023年の道路（2023ねんのどうろ）とは、2023年（令和5年）に起こった道路関係の出来事をまとめたページである。
2022年の道路 - 2023年の道路 - 2024年の道路

## 1月
- 15日
  - （架替）  国道260号 東宮橋（新橋） 三重県度会郡南伊勢町東宮[1]
- 29日
  - （開通）  国道180号 総社・一宮バイパス 岡山県総社市総社 - 小寺 (1.9 km)[2]
- 31日
  - （開通）  松山外環状道路 インター線 側道部 愛媛県松山市古川西 - 古川南 (0.459 km)[3]

## 2月
- 1日
  - （無料開放）  千葉外房有料道路 全線 (14.3 km)[4]
- 4日
  - （開通）  国道294号 白河バイパス 福島県白河市 (1.56 km)[5]
  - （開通）  国道369号 香酔峠工区 奈良県宇陀市榛原赤瀬 (0.36 km)[6]
- 5日
  - （開通）  国道3号 植木バイパス 熊本県熊本市北区 下硯川IC入口交差点 - 四方寄南交差点 (0.9 km)[7]
  - （拡幅）  国道3号 熊本北バイパス 熊本県熊本市北区 - 合志市 四方寄南交差点 - 須屋高架橋交差点 (1.8 km) (2車線→4車線)[7]
  - （開通）  国道388号 畑野浦楠本バイパス 楠本古浦トンネル 大分県佐伯市蒲江大字畑野浦 - 楠本浦 (0.54 km)[8]
- 7日
  - （開通）  千葉県道157号大貫青堀線 二間塚工区 千葉県富津市二間塚 (0.2 km)[9]
  - （開通）  大分県道655号新城山香線 梅木北工区 大分県豊後高田市新城 - 梅木 (0.587 km)[10][11]
- 9日
  - （拡幅）  国道408号 鬼怒テクノ通り 真岡南バイパス 栃木県真岡市寺内 - 伊勢崎 (2.1 km) (2車線→4車線)[12]
- 11日
  - （開通）  奈良県道137号平原五條線 小島工区 奈良県五條市小島町 - 宇野町 (1.05 km)[13]
- 17日
  - （開通）  宮城県道26号気仙沼唐桑線 化粧坂工区 バイパス区間 宮城県気仙沼市化粧坂 (0.32 km)[14]
- 18日
  - （開通）  長崎県道204号奥ノ平時津線 西彼杵道路 時津工区 日並IC - 時津IC (3.4 km)[15]
- 19日
  - （開通）  国道42号 有田海南道路 和歌山県有田市野 - 新堂 (0.2 km)[16]
  - （架替）  熊本県道・鹿児島県道15号人吉水俣線 西瀬橋（新橋） 熊本県人吉市上薩摩瀬町 - 矢黒町[17]
- 20日
  - （開通）  静岡県道75号清水富士宮線バイパス 静岡県静岡市清水区庵原町 - 伊佐布 (3.7 km)[18]
- 21日
  - （開通）  大分県道716号佐田山香線 立石工区 大分県杵築市山香町大字立石 (0.8 km)[19]
- 25日
  - （開通）  福島県道14号いわき石川線 石川バイパス 2工区 福島県石川郡石川町大字形見 - 境ノ内 (3.36 km)[20]
  - （開通）  国道324号 熊本天草幹線道路 本渡道路 熊本県天草市港町 - 志柿町 (1.3 km)[21][22]
- 26日
  - （開通）  福島県道391号広野小高線 毛萱工区 福島県双葉郡富岡町大字毛萱 - 大字仏浜 (2.8 km)[23]
- 28日
  - （拡幅）  国道17号 熊谷渋川連絡道路 上武道路 群馬県前橋市鳥取町 - 上細井町 (2.1 km) (2車線→4車線)[24]
  - （開通）  奈良県道15号桜井明日香吉野線 橋屋工区 奈良県吉野郡吉野町橋屋 (0.334 km)[25]

## 3月
- 1日
  - （開通）  北海道道1180号きたひろしま総合運動公園線 北海道北広島市共栄 - 西の里 (2.4 km)[26]
  - （開通）  国道349号 楢坂工区 福島県石川郡古殿町山上字才木草 (1.3 km)[27]
  - （利用制限撤廃）  北陸自動車道 大潟スマートIC 24時間化[28]
- 4日
  - （開通）  国道289号 渡瀬バイパス 2工区 福島県東白川郡鮫川村大字渡瀬 (3.4 km)[29]
  - （開通）  岐阜県道290号上野関線 大矢田工区 大矢田もみじトンネル 岐阜県美濃市大矢田 (1.4 km)[30]
- 5日
  - （開通）  石川県道25号金沢美川小松線 加賀海浜産業道路 石川県能美郡川北町橘 - 能美市福島町 (3.0 km)[31]
  - （架替）  三重県道699号六軒鎌田線 松崎橋（新橋） 三重県松阪市松崎浦町 - 松ヶ島町 (0.038 km)[32]
  - （開通）  国道370号 美里2バイパス 和歌山県海草郡紀美野町大角 - 鎌滝 (1.4 km)[33]
  - （開通）  岡山県道288号園井里庄線 浜中バイパス 岡山県浅口郡里庄町大字新庄 - 大字浜中 (0.685 km)[34]
- 8日
  - （復旧）  国道279号 小赤川橋 青森県むつ市大畑町赤川村[35]
- 9日
  - （開通）  大分県道30号庄内久住線 久住工区 大分県竹田市久住町大字久住 (0.55 km)[36]
- 11日
  - （開通）  福井県道216号常神三方線 常神トンネル 福井県三方上中郡若狭町常神 - 神子 (1.1 km)[37][38]
  - （開通）  福岡県道86号久留米筑後線 前津工区 福岡県筑後市前津[39]
- 12日
  - （開通）  山陰近畿自動車道 岩美道路 浦富IC - 東浜IC (3.8 km)[40]
- 15日
  - （拡幅）  国道368号 上野名張バイパス 三重県名張市蔵持町原出 (0.3 km) (2車線→4車線)[41]
- 16日
  - （開通）  国道477号 西田大藪道路 京都府南丹市八木町西田 (0.47 km)[42][43]
- 17日
  - （開通）  熊本県道231号託麻北部線 バイパス区間 熊本県熊本市東区石原町 - 吉原町 (0.39 km)[44]
- 18日
  - （開通）  静岡県道87号大岡元長窪線 下長窪工区 静岡県駿東郡長泉町下長窪 (0.36 km)[45]
  - （開通）  福井県道40号武生インター線 福井県越前市庄町 - 大屋町 (0.65 km)[46][47]
  - （開通）  福井県道269号越前たけふ駅線 福井県越前市大屋町 (0.6 km)[46][47]
  - （開通）  徳島県道32号山城東祖谷山線 京田工区 京田トンネル 徳島県三好市池田町松尾大申 (0.355 km)[48]
  - （開通）  国道3号 黒崎道路 黒崎バイパス 福岡県北九州市八幡東区 春の町ランプ - 東田ランプ (0.6 km)[49]
  - （拡幅）  国道3号 黒崎道路 黒崎バイパス 福岡県北九州市八幡東区 東田ランプ - 前田ランプ (0.9 km) (2車線→4車線)[49]
  - （IC供用）  国道3号 黒崎道路 黒崎バイパス 福岡県北九州市八幡西区 陣原ランプ オンランプ[49]
- 19日
  - （開通）  秋田県道9号秋田雄和本荘線 相川工区 秋田県秋田市雄和妙法 - 雄和相川 (0.96 km)[50]
  - （開通）  群馬県道194号宇田磯部停車場線バイパス 富岡工区 群馬県富岡市妙義町下高田 - 安中市中野谷 (1.2 km)[51]
  - （開通）  国道414号 伊豆縦貫自動車道 河津下田道路（II期） 河津七滝IC - 河津逆川IC (3.0 km)[52]
  - （開通）  静岡県道184号白糸富士宮線 上野バイパス 静岡県富士宮市下条 (0.62 km)[53]
  - （開通）  国道152号 湯川バイパス 長野県茅野市北山 (2.6 km)[54]
  - （開通）  国道158号 中部縦貫自動車道 大野油坂道路（大野・大野東区間）、（大野東・和泉区間） 大野IC - 勝原IC (10.0 km)[55]
  - （開通）  愛知県道39号岡崎足助線バイパス 愛知県岡崎市岩津町 - 細川町 (1.0 km)[56]
  - （開通）  愛知県道317号西尾幡豆線バイパス 愛知県西尾市鵜ケ池町 - 吉良町岡山・吉良町木田 (1.5 km)[57]
  - （開通）  国道2号 東広島廿日市道路 安芸バイパス・東広島バイパス 広島県東広島市八本松町宗吉 - 広島市安芸区瀬野南町 (8.4 km)[58]
  - （開通）  国道2号 東広島廿日市道路 東広島バイパス 広島県安芸郡海田町曽田 - 日の出町 (1.6 km)[58]
  - （架替）  香川県道22号善通寺綾歌線 中方橋（西側の新橋） 香川県丸亀市川西町南 - 飯山町東小川 (0.196 km)[59]
  - （付替・開通）  長崎県道212号富川渓線 長崎県諫早市富川町 (2.2 km)[60]
- 20日
  - （開通）  埼玉県道・千葉県道52号越谷流山線バイパス 埼玉県三郷市後谷 - 前間 (0.5 km)[61]
  - （開通）  岡山県道339号西一宮中北上線 バイパス工区 岡山県津山市下田邑 (0.95 km)[62]
- 21日
  - （開通）  長野県道306号有明大町線バイパス 長野県安曇野市穂高有明 - 北安曇郡松川村 (0.6 km)[63]
  - （開通）  兵庫県道18号加古川小野線 東播磨南北道路 東播磨道北工区 兵庫県加古川市八幡町上西条 - 八幡町宗佐 (2.5 km)[64]
- 22日
  - （開通）  国道294号 福良バイパス 福島県郡山市湖南町福良字惣郷地 - 後谷地 (1.1 km)[65]
  - （開通）  埼玉県道84号羽生栗橋線バイパス 埼玉県加須市杓子木 - 琴寄 (0.92 km)[66]
  - （架替）  国道58号 後原橋（新橋） 沖縄県名護市源河[67]
- 23日
  - （開通）  都市計画道路宮沢根白石線 南鍛冶町工区・舟丁工区 宮城県仙台市若林区連坊小路 - 舟丁 (1.04 km)[68][69]
  - （開通）  栃木県道33号小山環状線 粟宮南工区 栃木県小山市粟宮 (0.3 km)[70]
- 24日
  - （拡幅）  国道230号 定山渓拡幅 北海道札幌市南区定山渓温泉東1丁目 - 定山渓 (2.8 km) (2車線→4車線)[71]
  - （開通）  山口県道192号串戸田線 バイパス区間 山口県周南市馬神 - 湯野 (1.1 km)[72]
- 25日
  - （開通）  国道278号 尾札部道路 北海道函館市豊崎町 - 大船町 (0.5 km)[73]
  - （開通）  国道279号 下北半島縦貫道路 むつ南バイパス むつIC - むつ尻屋崎IC (2.1 km)[74]
  - （IC供用）  東北自動車道 菅生スマートIC[75]
  - （開通）  新潟県道46号新潟中央環状線 新潟中央環状道路 中ノ口工区・黒埼工区 新潟県新潟市西区板井 - 西蒲区貝柄 (3.0 km)[76]
  - （開通）  新潟県道46号新潟中央環状線 新潟中央環状道路 明田工区 新潟県新潟市西蒲区升潟 - 西区明田 (0.8 km)[76]
  - （利用制限撤廃）  北陸自動車道 黒埼スマートIC 24時間化、全車種化[77]。
  - （IC供用）  上信越自動車道 甘楽スマートIC[78]
  - （立体化）  国道468号 首都圏中央連絡自動車道 圏央鶴ヶ島IC 出入口ランプ[79]
  - （開通）  都市計画道路志太中央幹線 左車工区 静岡県藤枝市天王町 - 大手 (0.466 km)[80]
  - （開通）  国道247号 衣浦大橋 左折専用橋梁 愛知県半田市州の崎町 - 高浜市碧海町 (0.4 km)[81]
  - （開通）  愛知県道276号奥田内福寺南知多線 愛知県知多郡美浜町古布 - 南知多町山海 (1.8 km)[82]
  - （付替・開通）  滋賀県道16号大津信楽線 滋賀県大津市牧 - 甲賀市信楽町黄瀬 (8 km)[83]
  - （開通）  国道197号 大洲・八幡浜自動車道 八幡浜道路 八幡浜東IC - 八幡浜IC (3.8 km)[84]
  - （開通）  東九州自動車道 清武南IC - 日南北郷IC (17.8 km)[85]
- 26日
  - （IC供用）  日本海東北自動車道 胎内スマートIC[86]
  - （開通）  埼玉県道74号日高川島線 南平沢工区 埼玉県日高市南平沢 (0.52 km)[87]
  - （開通）  国道375号 鳴瀬清流トンネル 広島県三次市日下町[88]
  - （架替・開通）  福岡県道52号八女香春線 今川橋工区 福岡県うきは市浮羽町東隈上 (0.45 km)[89]
- 27日
  - （拡幅）  国道288号 富久山バイパス 富久山大橋 福島県郡山市富久山町福原 - 富久山町北小泉 (1.1 km) (2車線→4車線)[90]
  - （拡幅）  国道245号 勝田拡幅 茨城県那珂郡東海村村松 (0.8 km) (2車線→4車線)[91]
  - （開通）  国道414号 静浦バイパス 第1期工区 静岡県沼津市大平 - 下香貫島郷 (2.5 km)[45]
  - （IC供用）  国道1号 島田金谷バイパス 菊川IC（大阪方面出入口）[92]
  - （開通）  国道439号 木屋ヶ内バイパス 第二工区 高知県高岡郡四万十町木屋ヶ内 (0.61 km)[93]
- 28日
  - （規制緩和）  常磐自動車道 桜土浦IC - 岩間IC (約30 km) の最高速度を110 km/hに引き上げ[94][95]。
  - （開通）  埼玉県道184号本田小川線バイパス 埼玉県比企郡小川町上横田 - 下横田 (1.1 km)[96]
  - （開通）  都市計画道路井野酒々井線 千葉県佐倉市西ユーカリが丘 - 井野 (0.4 km)[97]
  - （開通）  都市計画道路鴨居上飯田線 神奈川県横浜市旭区二俣川 - さちが丘 (0.99 km)[98]
  - （拡幅）  熊本県道28号熊本高森線 熊本県熊本市東区桜木 - 上益城郡益城町広崎 (0.8 km) (2車線→4車線)[99]
- 29日
  - （開通）  三重県道142号桑名東員線バイパス 三重県員弁郡東員町山田 - 北大社 (0.5 km)[100]
- 30日
  - （開通）  福井県道271号敦賀駅東線 福井県敦賀市若泉町 - 中 (0.47 km)[101][102]
  - （拡幅）  新名神高速道路 甲賀土山IC付近 (7.4 km) (4車線→6車線)[103]
- 31日
  - （開通）  福島県道36号小野富岡線 西ノ内工区 早渡地区・西ノ内地区東側 福島県双葉郡川内村上川内 - 下川内 (0.8 km)[104]
  - （拡幅）  国道468号 首都圏中央連絡自動車道 久喜白岡JCT - 幸手IC (8.5 km) (2車線→4車線)[105]
  - （拡幅）  国道468号 首都圏中央連絡自動車道 境古河IC - 坂東IC (9.1 km) (2車線→4車線)[105]
  - （規制緩和）  国道468号 首都圏中央連絡自動車道 久喜白岡JCT - 幸手IC (8.5 km)、境古河IC - 坂東IC (9.1 km) の最高速度を80 km/hに引き上げ[105]。
  - （開通）  神奈川県道64号伊勢原津久井線 古在家バイパス Ⅰ期区間 神奈川県愛甲郡清川村煤ヶ谷 (0.8 km)[106]
  - （開通）  国道163号 学研都市連絡道路 精華拡幅 京都府相楽郡精華町乾谷大崩 - 乾谷金堀 (0.7 km)[107][108]

## 4月
- 1日
  - （移管）  京都縦貫自動車道 宮津天橋立IC - 丹波IC (52.6 km) （京都府道路公社 → 西日本高速道路株式会社〈NEXCO西日本〉）[109]
- 12日
  - （付替・開通）  京都府道123号水垂上桂線 京都府京都市伏見区淀大下津町 - 淀樋爪町 (1.9 km)[110]
- 22日
  - （開通）  島根県道50号田所国府線 有福温泉工区 島根県江津市有福温泉町 (1.22 km)[111]
- 23日
  - （開通）  東京都市計画道路幹線街路補助線街路第54号線 東京都世田谷区千歳台六丁目 - 上祖師谷二丁目 (0.43 km)[112]
- 25日
  - （開通）  都市計画道路新都市中央通り 茨城県つくば市谷田部 - 下萱丸 (0.6 km)[113]
  - （開通）  福岡県道35号筑紫野古賀線 須恵・粕屋2工区 福岡県糟屋郡須恵町植木 - 粕屋町上大隈 (1.6 km)[114]
- 26日
  - （拡幅）  国道11号 豊中観音寺拡幅 香川県三豊市豊中町上高野 - 本山 (1.3 km) (2車線→4車線)[115]
- 28日
  - （開通）  茨城県道16号大洗友部線バイパス 茨城県鉾田市箕輪 (1.0 km)[116]
  - （開通）  栃木県道33号小山環状線 粟宮工区 栃木県小山市西城南 - 粟宮 (0.8 km)[117]
  - （開通）  国道418号 福島トンネル 長野県下伊那郡天龍村神原 (0.762 km)[118]
- 29日
  - （付替・開通）  国道342号 成瀬ダム付替国道 二次供用区間 秋田県雄勝郡東成瀬村椿川 (2.1 km)[119]
  - （復旧）  国道1号 西湘バイパス 西湘パーキングエリア（下り線。2019年（令和元年）10月の台風第19号の高波で被災したため、2022年（令和4年）2月1日から災害復旧工事を実施していた。）[120][121][122]
  - （IC供用）  名神高速道路 多賀スマートIC（下り線出入口）[123]
  - （拡幅）  兵庫県道548号楽々浦玄武洞豊岡線 兵庫県豊岡市赤石 (1.7 km)[124]

## 5月
- 22日
  - （架替・開通）  山形県道19号山形山寺線 荒谷橋（新橋） 山形県山形市大森 - 天童市荒谷 (0.88 km)[125]
- 24日
  - （開通）  北海道道1178号泊共和線 北海道岩内郡共和町発足 - 国富 (6.1 km)[126]
- 27日
  - （拡幅）  国道50号 結城バイパス 茨城県結城市結城 - 筑西市布川 (2.8 km) (2車線→4車線)[127]
  - （通行止め）  首都高速1号羽田線 平和島出入口 - 羽田出入口 (3.4 km)、首都高速神奈川1号横羽線 羽田出入口 - 大師出入口 (0.4 km)、首都高速湾岸分岐線 昭和島JCT - 東海JCT (1.6 km) （高速大師橋架け替え工事に伴い、6月10日までの予定。）[128]

## 6月
- 5日
  - （拡幅）  国道312号 下宮拡幅 兵庫県豊岡市下宮 - 鎌田 (0.17 km)[129]
- 10日
  - （開通）  国道33号 高知松山自動車道 越知道路（2工区） 高知県高岡郡越知町越知丙 - 越知丁 (1.8 km)[130]
- 13日
  - （拡幅）  群馬県道・埼玉県道13号前橋長瀞線 綿貫工区 群馬県高崎市綿貫町 (0.4 km) (2車線→4車線)[131]
- 16日
  - （拡幅）  国道170号 大阪外環状線 若樫工区 大阪府和泉市若樫町 - 久井町 (1.8 km) (2車線→4車線)[132]
- 24日
  - （開通）  福井県道32号清水美山線 文殊跨道橋 福井県福井市大土呂町 - 半田町 (0.417 km)[133]
  - （開通）  福岡県道54号福岡志摩前原線 芥屋1工区 福岡県糸島市志摩岐志 (1.1 km)[134]
  - （拡幅）  国道10号 門川日向拡幅 長江交差点 - 木原交差点 (1.2 km) (2車線→4車線)[135]

## 7月
- 3日
  - （規制緩和）  東関東自動車道 四街道IC - 成田IC/JCT (20.3 km) の最高速度を120 km/hに引き上げ[136]。
- 12日
  - （開通）  茨城県道19号取手つくば線バイパス 茨城県つくばみらい市板橋 - 南太田 (1.6 km)[137]
  - （開通）  東京都市計画道路補助線街路第136号線（本木） 東京都足立区扇一丁目 - 本木北町 (0.21 km)[138]
  - （利用制限撤廃）  高知自動車道 土佐PAスマートIC 24時間化[139]
  - （開通）  長崎県道258号平戸江迎線 長崎県平戸市田平町小手田免 (0.27 km)[140]
- 23日
  - （開通）  兵庫県道36号西脇篠山線 兵庫県丹波篠山市味間奥 - 味間南 (1.1 km)[141]
- 25日
  - （拡幅）  国道354号 土浦バイパス 茨城県土浦市木田余 (0.9 km) (2車線→4車線)[142]
- 29日
  - （開通）  国道254号 和光富士見バイパス 埼玉県志木市中宗岡 - 富士見市下南畑 (1.4 km)[143]
  - （開通）  徳島県道235号宮川内牛島停車場線 吉野工区 徳島県阿波市吉野町西条 (0.98 km)[144]
  - （開通）  高知県道46号中村宿毛線 亀ノ川バイパス 高知県幡多郡三原村亀ノ川 (0.3 km)[145]

## 8月
- 4日
  - （開通）  都市計画道路宮の森・北24条通（北24条桜大橋） 北海道札幌市東区東雁来三条一丁目 - 札幌市白石区菊水元町九条一丁目 (1.16 km)[146][147]
  - （開通）  浜松市道大原2号線 静岡県浜松市浜北区（現：浜名区）染地台 - 北区（現：中央区）三幸町 (1.12 km)[148]
- 6日
  - （架替・開通）  新潟県道241号川谷十町歩線 河沢工区 新八幡橋（新橋） 新潟県上越市吉川区河沢 (0.48 km)[149]
- 8日
  - （開通）  国道275号 江別北道路 北海道江別市角山 - 篠津 (3.5 km)[150]
  - （開通）  大分県道30号庄内久住線 塩手工区 大分県竹田市直入町大字下田北 (0.42 km)[151]
- 9日
  - （拡幅）  岡山自動車道 有漢IC - 北房JCTの一部区間 (1.2 km) (2車線→4車線)[152]
- 10日
  - （架替）  和歌山県道220号岩田保呂線 山王橋 和歌山県西牟婁郡上富田町生馬 (0.11 km)[153]
- 11日
  - （拡幅）  国道159号 金沢東部環状道路 石川県金沢市月浦町 - 神谷内町 (1.8 km) (2車線→4車線)[154]
- 19日
  - （開通）  長崎県道151号佐世保世知原線 板山工区 長崎県佐世保市知見寺町 - 世知原町上野原 (2.1 km)[155]
- 22日
  - （開通）  奈良県道・三重県道782号上笠間八幡名張線バイパス 三重県名張市薦生 (0.15 km)[156]
- 23日
  - （架替）  国道232号 高砂橋架替 北海道留萌郡小平町字小平町 (0.8 km)[157]
- 30日
  - （開通）  新潟県道45号佐渡一周線 北鵜島大橋 新潟県佐渡市北鵜島[158]

## 9月
- 1日
  - （開通）  兵庫県道290号稲畑柏原線 萱刈峠 兵庫県丹波市氷上町稲畑 - 柏原町鴨野 (0.6 km)[159]
- 10日
  - （開通）  国道401号 博士峠工区 福島県大沼郡会津美里町松坂 - 昭和村小野川 (7.5 km)[160]
  - （IC供用）  東北自動車道 都賀西方スマートIC[161]
- 16日
  - （開通）  国道470号 能越自動車道 輪島道路 のと里山空港IC - のと三井IC (4.7 km)[154]
- 21日
  - （開通）  国道40号 天塩防災 北海道天塩郡幌延町幌延 - 幌延IC (1.8 km)[162]
  - （架替）  静岡県道391号細江浜北線 雷神橋 静岡県浜松市浜北区（現・浜名区）小松[163]
- 24日
  - （開通）  国道11号 小松バイパス 愛媛県西条市小松町新屋敷 (0.4 km)[164]
- 30日
  - （開通）  安房地域広域農道 千葉県南房総市富浦町南無谷 - 富浦町大津 (3.5 km)[165]

## 10月
- 2日
  - （開通）  都市計画道路黒井藤野新田線 新潟県上越市大字三田新田 (0.27 km)[166]
- 6日
  - （架替・開通）  北海道道94号増毛稲田線 妹背牛橋（新橋） 北海道雨竜郡妹背牛町妹背牛 - 深川市音江町稲田[167]
- 16日
  - （開通）  大分県道655号新城山香線 梅木南工区 大分県豊後高田市田染蕗 (0.54 km)[168]
- 17日
  - （拡幅）  都市計画道路古峯原宮通り（栃木県道4号宇都宮鹿沼線） 千渡東工区 栃木県鹿沼市千渡 (1.1 km) (2車線→4車線)[169]
- 18日
  - （開通）  三重県道54号鈴鹿環状線 国府バイパス 三重県鈴鹿市平野町 - 国府町 (0.9 km)[170]
- 22日
  - （開通）  国道9号 笠波峠除雪拡幅 兵庫県美方郡香美町村岡区福岡 - 村岡区日影 (2.4 km)[171]
- 27日
  - （付替・開通）  愛知県道・長野県道10号設楽根羽線 愛知県北設楽郡設楽町田口 - 小松 (0.7 km)[172]
- 28日
  - （開通）  国道415号 羽咋バイパス 石川県羽咋郡宝達志水町杉野屋 - 羽咋市神子原町 (3.7 km)[173]
  - （開通）  国道158号 中部縦貫自動車道 大野油坂道路（大野東・和泉区間） 勝原IC - 九頭竜IC (9.5 km)[174]
- 29日
  - （開通）  国道399号 伊達橋（仮橋） 福島県伊達市[175]
- 31日
  - （付替・開通）  国道452号 桂沢ダム関連 北海道三笠市桂沢413番地 - 桂沢417番地 (3.73 km)[176]

## 11月
- 10日
  - （復旧）  湯河原パークウェイ 神奈川県足柄下郡湯河原町[177]
- 11日
  - （開通）  国道304号 清水谷バイパス 石川県金沢市古屋谷町 - 清水谷町 (1.5 km)[178]
- 12日
  - （開通）  国道204号 唐房バイパス 佐賀県唐津市佐志浜町 - 鳩川 (1.9 km)[179]
  - （開通）  国道57号 島原道路 森山拡幅 森山東IC - 森山西IC (3.3 km)[180]
- 14日
  - （開通）  国道463号 越谷浦和バイパス 鶴巻ランプ道路新設改良事業 Gランプ・Iランプ 埼玉県さいたま市緑区大門[181]
- 17日
  - （開通）  岐阜県道263号本庄揖斐川線 福島〜長良工区 岐阜県揖斐郡揖斐川町清水 - 長良 (1.6 km)[182]
- 18日
  - （開通）  東京都市計画道路補助線街路第74号線（山手線立体）諏訪通り 東京都新宿区大久保三丁目 - 高田馬場四丁目 (0.46 km)[183]
- 19日
  - （開通）  山形県道289号白滝宮宿線 道陸工区 山形県西村山郡朝日町太郎 (0.62 km)[184]
  - （開通）  国道417号 冠山峠道路 岐阜県揖斐郡揖斐川町塚奥山 - 福井県今立郡池田町田代 (7.8 km)[185]
  - （開通）  国道23号 中勢道路 三重県鈴鹿市北玉垣町 - 野町 (2.8 km)[186]
- 21日
  - （開通）  国道445号 金内橋（仮橋） 熊本県上益城郡山都町金内[187]
- 23日
  - （開通）  第二産業道路（埼玉県道5号さいたま菖蒲線） 原市平塚工区 埼玉県上尾市大字原市 (0.9 km)[188]
- 24日
  - （架替・開通）  国道353号 折居橋（新橋） 新潟県柏崎市女谷[189]
- 26日
  - （開通）  埼玉県道・千葉県道52号越谷流山線 三郷流山橋有料道路（三郷流山橋） 埼玉県三郷市前間 - 千葉県流山市三輪野山 (2.0 km)[190]
  - （開通）  鹿児島県道43号川内串木野線 川内原子力発電所付近迂回道路 鹿児島県薩摩川内市久見崎町 - 寄田町 (3.1 km)[191][192]
- 27日
  - （開通）  臨港道路和田下福井線 海舞鶴みなと橋 京都府舞鶴市魚屋 - 松陰 (0.32 km)[193]
- 28日
  - （開通）  岐阜県道90号古川清見線 平岩工区 岐阜県飛驒市古川町平岩字森脇 - 古川町平岩字大平 (0.356 km)[194]

## 12月
- 2日
  - （開通）  国道287号 米沢長井道路 米沢北バイパス工区 山形県米沢市窪田町藤泉 - 六郷町桐原 (2.8 km)[195]
  - （開通）  国道118号 袋田バイパス 茨城県久慈郡大子町南田気 - 北田気 (1.3 km)[196]
- 5日
  - （開通）  国道108号 小川工区 秋田県由利本荘市鳥海町小川 (0.94 km)[197]
- 6日
  - （開通）  国道227号 渡島中山防災 北海道北斗市中山 - 檜山郡厚沢部町字峠下 (1.4 km)[198]
- 15日
  - （開通）  福島県道36号小野富岡線 西ノ内工区 早渡地区 福島県双葉郡川内村上川内 (0.7 km)[199]
- 16日
  - （IC供用）  東海北陸自動車道 城端スマートIC[200]
  - （開通）  国道151号 粒良脇トンネル（新トンネル） 長野県下伊那郡下條村睦沢 (0.82 km)[201]
- 17日
  - （IC供用）  長野自動車道 筑北スマートIC[202]
- 19日
  - （ETC運用開始）  みちのく有料道路[203]
- 20日
  - （拡幅）  国道13号 河辺拡幅 秋田県秋田市河辺和田 (2車線→4車線)[204]
- 21日
  - （開通）  富山県道344号千里八尾線 バイパス 富山県富山市婦中町千里 (0.7 km)[205]
- 24日
  - （架替・開通）  愛媛県道232号菅田五郎停車場線 逆ナゲ橋（新橋） 愛媛県大洲市菅田町菅田 (0.562 km)[206]
- 25日
  - （開通）  国道143号 会吉バイパス 長野県松本市中川 (1.36 km)[207]
  - （開通）  和歌山県道20号有田湯浅線 高田トンネル 和歌山県有田市千田[208]
  - （開通）  岡山県道279号下原船穂線 バイパス 岡山県倉敷市船穂町柳井原 (0.76 km)[209][210]
- 27日
  - （開通）  福島県道330号大内会津高田線 上中川2工区 福島県大沼郡会津美里町冨川 - 永井野 (0.9 km)[211]